# 南湖 (嘉兴)

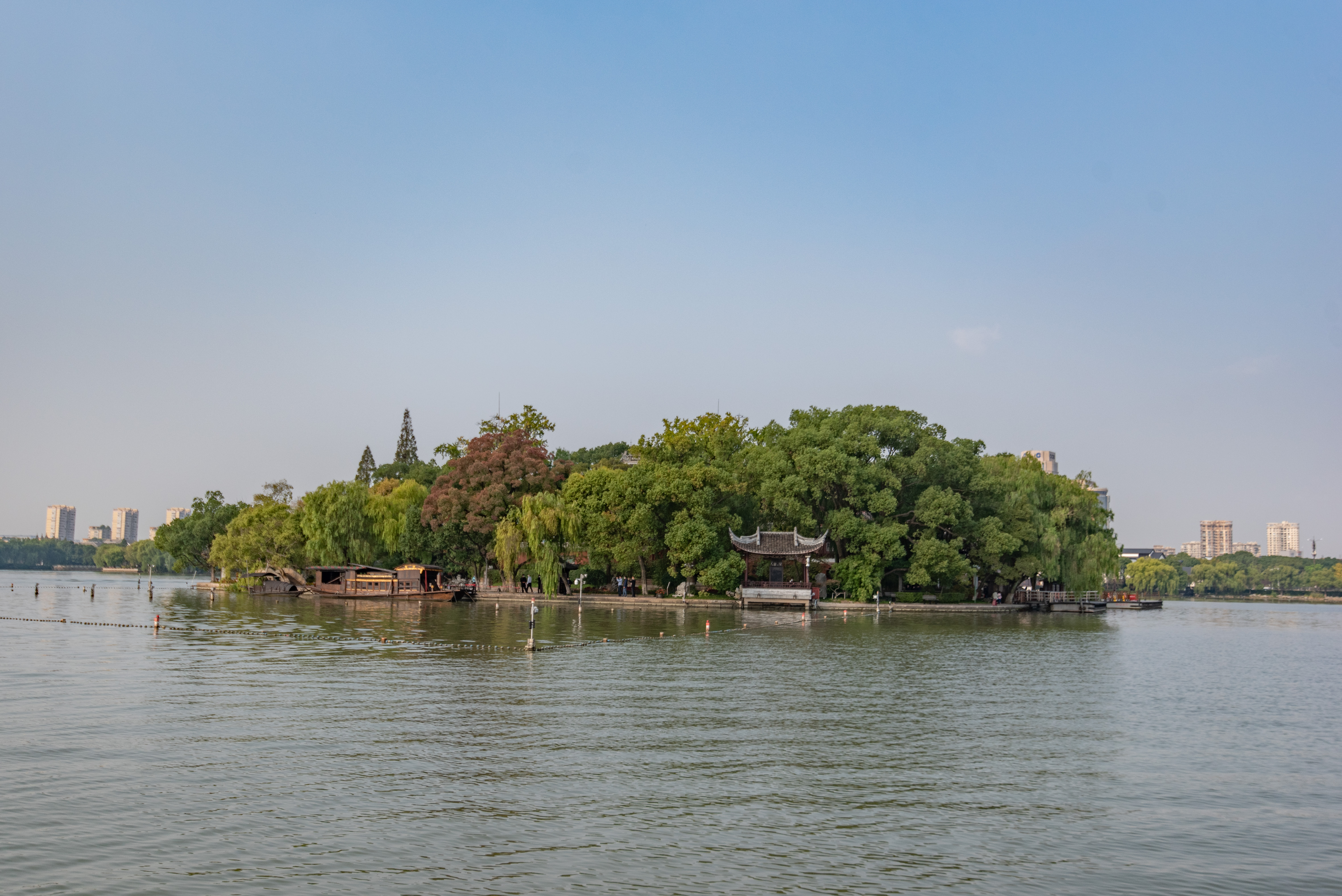
嘉兴南湖（2021年10月）

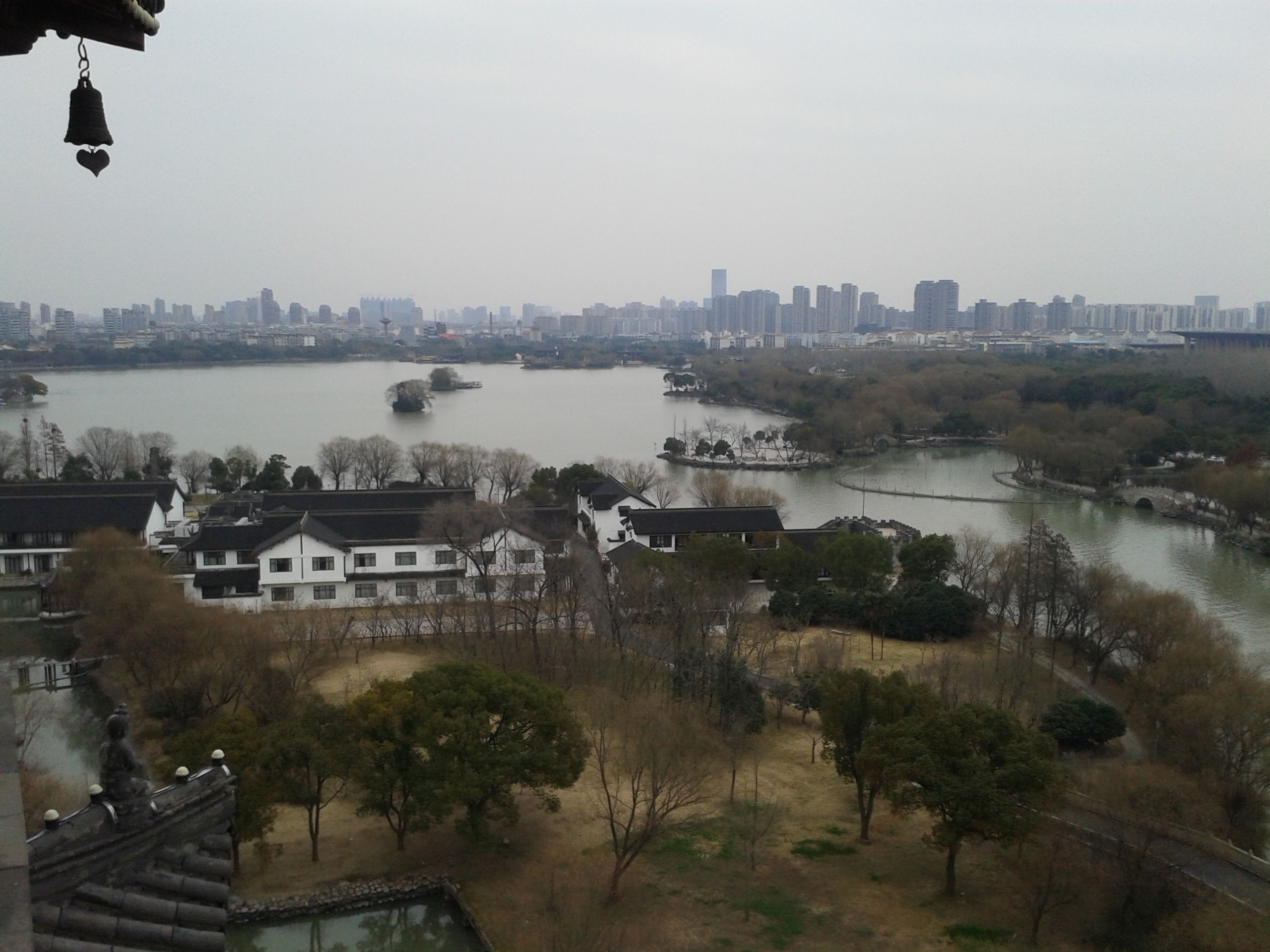
嘉兴南湖全景

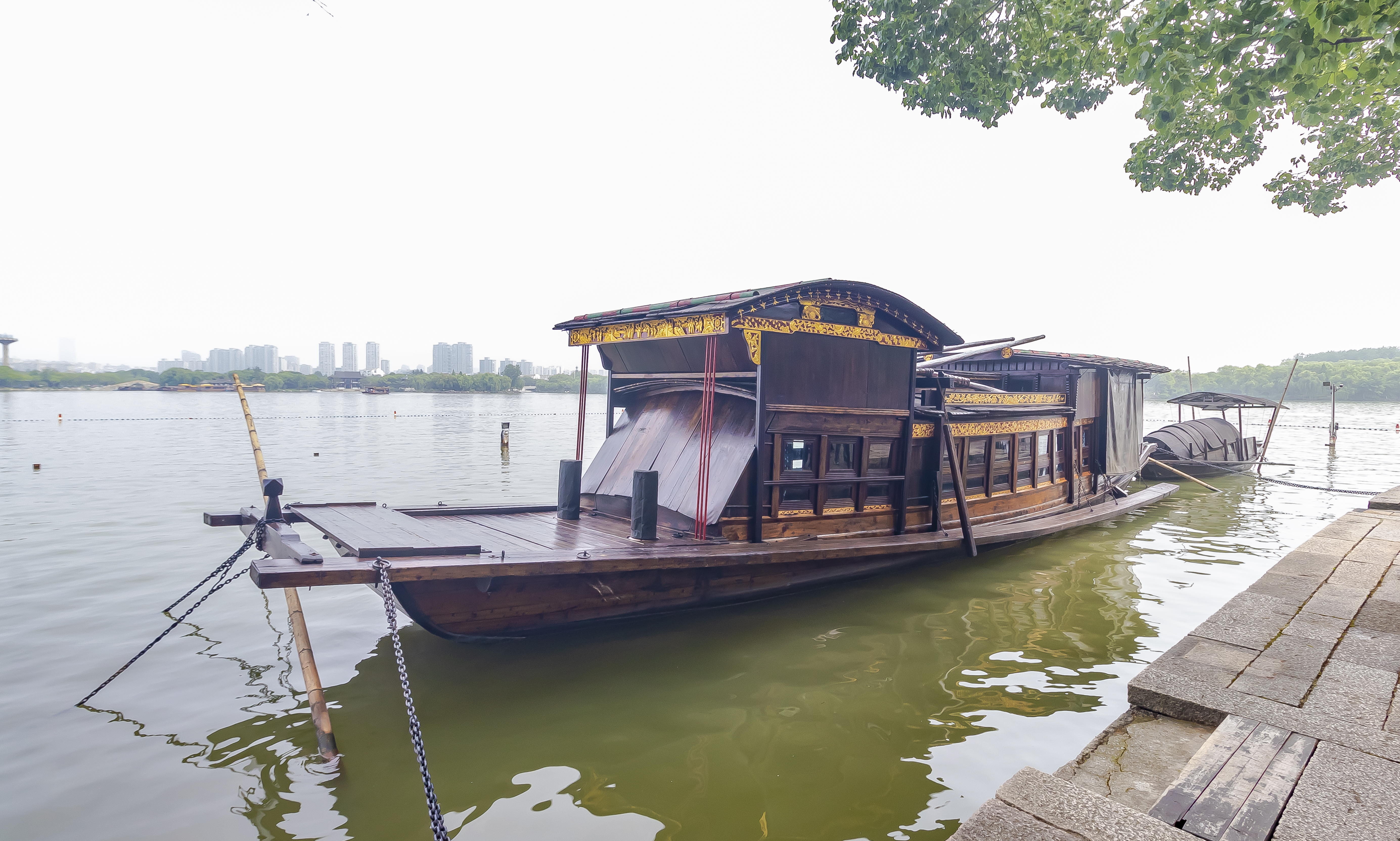
南湖红船

南湖旧称鸳鸯湖，简称鸳湖，位于浙江省嘉兴市城南，水域面积约41.6万平方米，水深约2到5米，与南京玄武湖、杭州西湖并称江南三大名湖。湖中有一湖心小岛，岛上有一烟雨楼，是赏湖观景的绝佳去处。
1921年8月2日，中国共产党第一次全国代表大会在南湖的一艘丝网船上完成了大会的议程，并宣布中国共产党成立。此后，南湖被中共视为中国的革命发祥地。